# Sassenberg
Sassenberg is een stad en gemeente in de Duitse deelstaat Noordrijn-Westfalen, gelegen in de Kreis Warendorf. De gemeente telt 14.215 inwoners (31 december 2020) op een oppervlakte van 78,08 km².

## Indeling van de gemeente

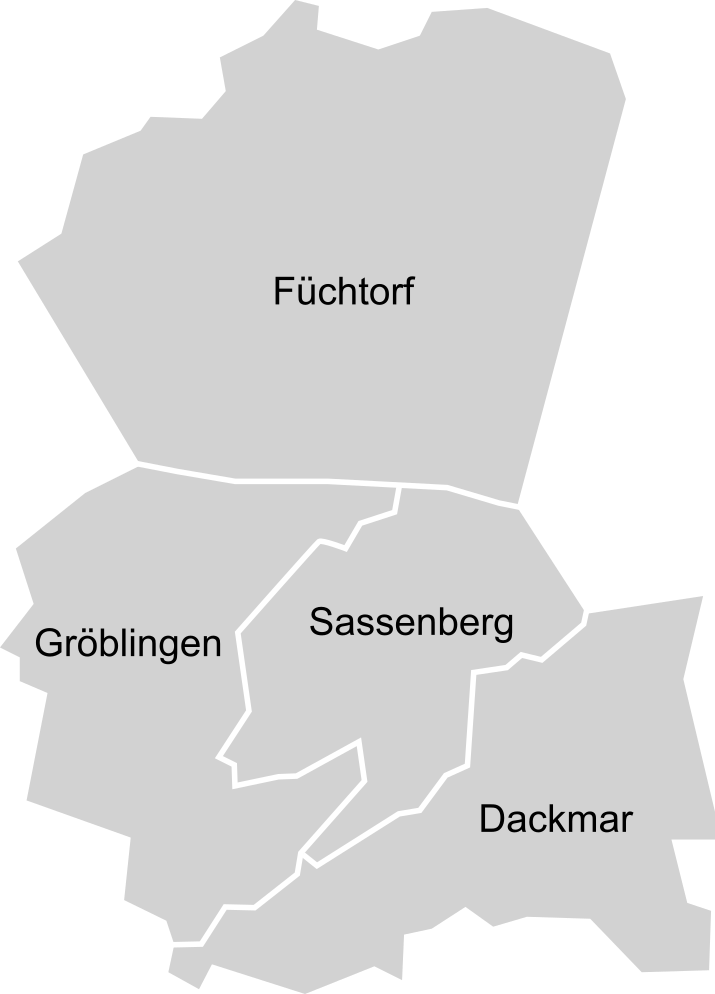
Stadsdelen

Ten noorden van stadsdeel Füchtorf (ruim 3.000 inwoners) staat, aan de grens met deelstaat Nedersaksen, het dubbelkasteel Harkotten. Füchtorf, ongeveer 7 km ten noorden van Sassenberg zelf, is de op één na grootste plaats in de gemeente.

## Ligging en infrastructuur
Sassenberg ligt ongeveer 5 kilometer ten noordoosten van Warendorf en 13 km ten zuiden van Glandorf. De omgeving is overwegend vlak boerenland met hier en daar kleine of grotere bospercelen, en wordt tot het Münsterland gerekend.
Drie hoofdverkeerswegen lopen door de gemeente Sassenberg:
- De Bundesstraße 475 loopt grofweg van noord naar zuid van Emsdetten via Glandorf, de grens tussen Nedersaksen en Noordrijn-Westfalen, Sassenberg, Warendorf naar Beckum.
- De Bundesstraße 513 takt aan de westrand van Sassenberg van de B475 af. Deze weg loopt in oost-zuidoostelijke richting naar Gütersloh.
- De Bundesstraße 476 takt aan de noordoostrand van Sassenberg van de B475 af. Deze weg loopt in noordoostelijke richting via Versmold naar afrit 15 van de Autobahn A 33 (23 km van Sassenberg).  Dit is ook de dichtstbijzijnde Autobahnaansluiting.

Openbaar vervoer is beperkt tot een streekbus naar Warendorf v.v., die echter in de weekends vrijwel niet rijdt. In Warendorf bevindt zich, aan de spoorlijn naar Münster en Rheda-Wiedenbrück, het dichtstbijzijnde treinstation.

## Economie
Sassenberg is zetel van het hoofdkantoor van technotrans SE, een beursgenoteerd internationaal concern op het gebied van vloeistof-technologie. Verder staat er een fabriek van caravans (merk Münsterland). Daarnaast zijn er nog enige middelgrote ondernemingen van bovenregionaal belang gevestigd. De beide grote bedrijven en verscheidene kleinere zijn gevestigd op een groot industrieterrein ten zuidoosten van Sassenberg, aan de B513.
Veel boeren in de gemeente verbouwen asperges.

## Geschiedenis
In 1305, ten tijde van Everhard van Diest, die in dat jaar prins-bisschop van Münster was, wordt Sassenberg voor het eerst in een document genoemd. De prins-bisschoppen bezaten ten zuiden van Sassenberg een kasteel, met een bos daarbij, Tiergarten (jachtwildpark) geheten. Veel prins-bisschoppen van Münster, onder wie in de 17e eeuw ook de roemruchte Christoph Bernhard von Galen, en in de 18e eeuw Clemens August I van Beieren, woonden tijdelijk of bijna permanent op Kasteel Sassenberg. In de 18e eeuw raakte het echter in verval, en het kasteel werd tussen 1787 en 1815 afgebroken, op één gebouw na, waar in de 19e eeuw een in 1858 opgerichte textielfabriek in was gevestigd.
Tot aan de Napoleontische tijd maakte Sassenberg deel uit van het Prinsbisdom Münster. De christenen in de gemeente zijn onder invloed van de bisschoppen van Münster steeds rooms-katholiek gebleven. Tot op de huidige dag zijn bijna alle christenen, en alle kerkgebouwen te Sassenberg, rooms-katholiek.
Wanneer Sassenberg stadsrechten verwierf, is niet meer bekend. De plaats komt in ieder geval voor op een lijst van Titularstädte van het Koninkrijk Pruisen uit de 19e eeuw. Een Titularstadt was een Pruisische stad met enigszins beperkt stadsrecht, doorgaans gelegen op het platteland.
Op 1 juli 1969 vond een gemeentelijke herindeling plaats. De gemeente Sassenberg werd toen met de drie omliggende gemeentes Dackmar, Füchtorf en Gröblingen uitgebreid.

## Bezienswaardigheden
- De rooms-katholieke, aan Johannes de Evangelist gewijde, in opdracht van de hier vaak op het kasteel verblijvende bisschop Christoph Bernhard von Galen gebouwde kerk van Sassenberg werd in 1678 ingewijd. Het gebouw is in barokstijl opgetrokken. Ook het interieur is in deze stijl.
- Het dubbelkasteel Harkotten, in Füchtorf, staat op de plaats van een ouder, rond 1300 gebouwd kasteel. Reeds  in 1334 werd het landgoed verdeeld tussen twee heren Von Korff, broers van elkaar, en hun nazaten. Er stonden van toen af twee kastelen vlak naast elkaar. Gemeenschappelijke voorzieningen, zoals de slotkapel, werden wel gedeeld. In het midden van de 18e eeuw stierf één van de geslachten Von Korff uit en zo erfde het geslacht Von Ketteler de helft van het goed. De Von Kettelers lieten toen het barokke Ketteler-Haus bouwen. De andere familie Von Korff liet in de eerste helft van de 19e eeuw haar kasteel ook door nieuwbouw vervangen. Na voltooiing van een grote restauratie, in 2014, is het adellijke geslacht Von Korff de bovenverdieping weer gaan bewonen. De gebouwen bestaan uit een classicistisch, in 1806-1831 gebouwd gedeelte, het Korff-Haus, en een in late barokstijl, in 1754–1769 gebouwd Ketteler-Haus, en talrijke bijgebouwen uit de 17e-20e eeuw. De gelijkvloers gelegen vertrekken van de kasteelgebouwen hebben grotendeels een publieke functie. Enkele vertrekken kunnen, op aanvraag, in het kader van een rondleiding, worden bezichtigd. Enkele andere vertrekken zijn als museum, restaurant, trouwzaal en conferentie- of seminarruimte in gebruik. Ook het park eromheen, met enige fraaie tuinbeelden, is voor het publiek toegankelijk[2].
- In de gemeente ligt ten zuiden van de plaats Sassenberg een natuurgebied met de naam Schachblumenwiesen (Kievitsbloemen-weiden). In dit gebied bloeien jaarlijks enige duizenden exemplaren van de in Duitsland strikt beschermde plant wilde kievitsbloem, waaronder veel met witte bloemen. Overigens zijn veel kievitsbloemen hier in het verleden verwilderd vanuit de nabijgelegen voormalige kasteeltuin van Kasteel Sassenberg of andere tuinen, of, in de 20e eeuw, door de gemeente aangeplant. Aangrenzend is een bos met de naam Tiergarten gelegen.
- Recreatieterrein Naherholungsgebiet Feldmark ligt direct ten noordoosten van Sassenberg en is 114 hectare groot. Er is o.a. een recreatieplas met veel verschillende faciliteiten aanwezig. Ook zijn er twee campings, waarvan één zeer grote.
- De gemeente ligt in het Münsterland, dat bekend is om zijn vele mogelijkheden voor lange fietstochten.

## Belangrijke personen in relatie tot de gemeente
- Colani, designer, woonde 9 jaar lang, van 1972-1981, op kasteel Harkotten
- Monica Theodorescu, Duits amazone met Roemeense voorouders, zeer succesvol in de dressuur, bezit een stoeterij in de gemeente Sassenberg

## Afbeeldingen

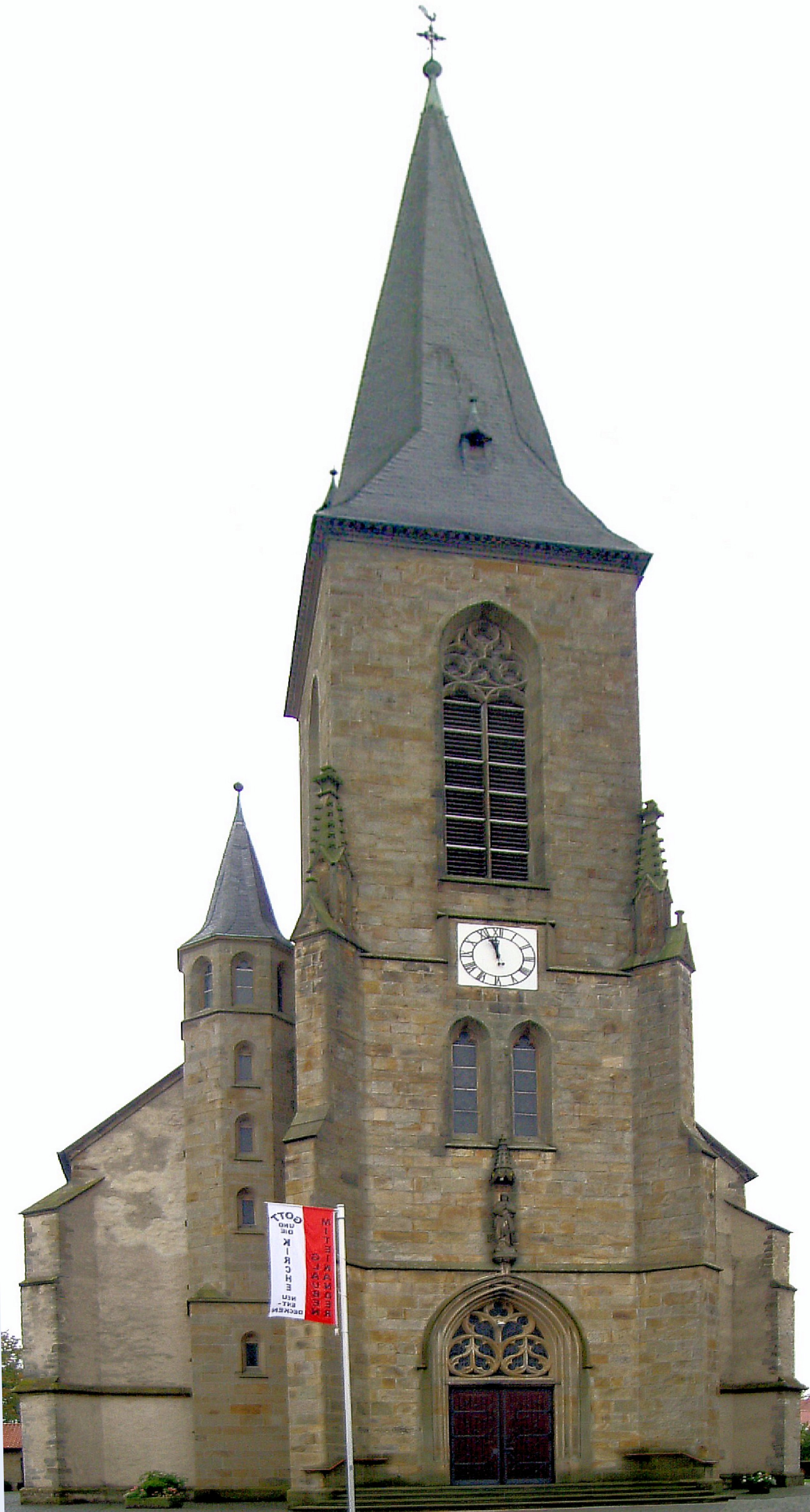
Fuechtorf, O.L.V.-Hemelvaartkerk (1846)
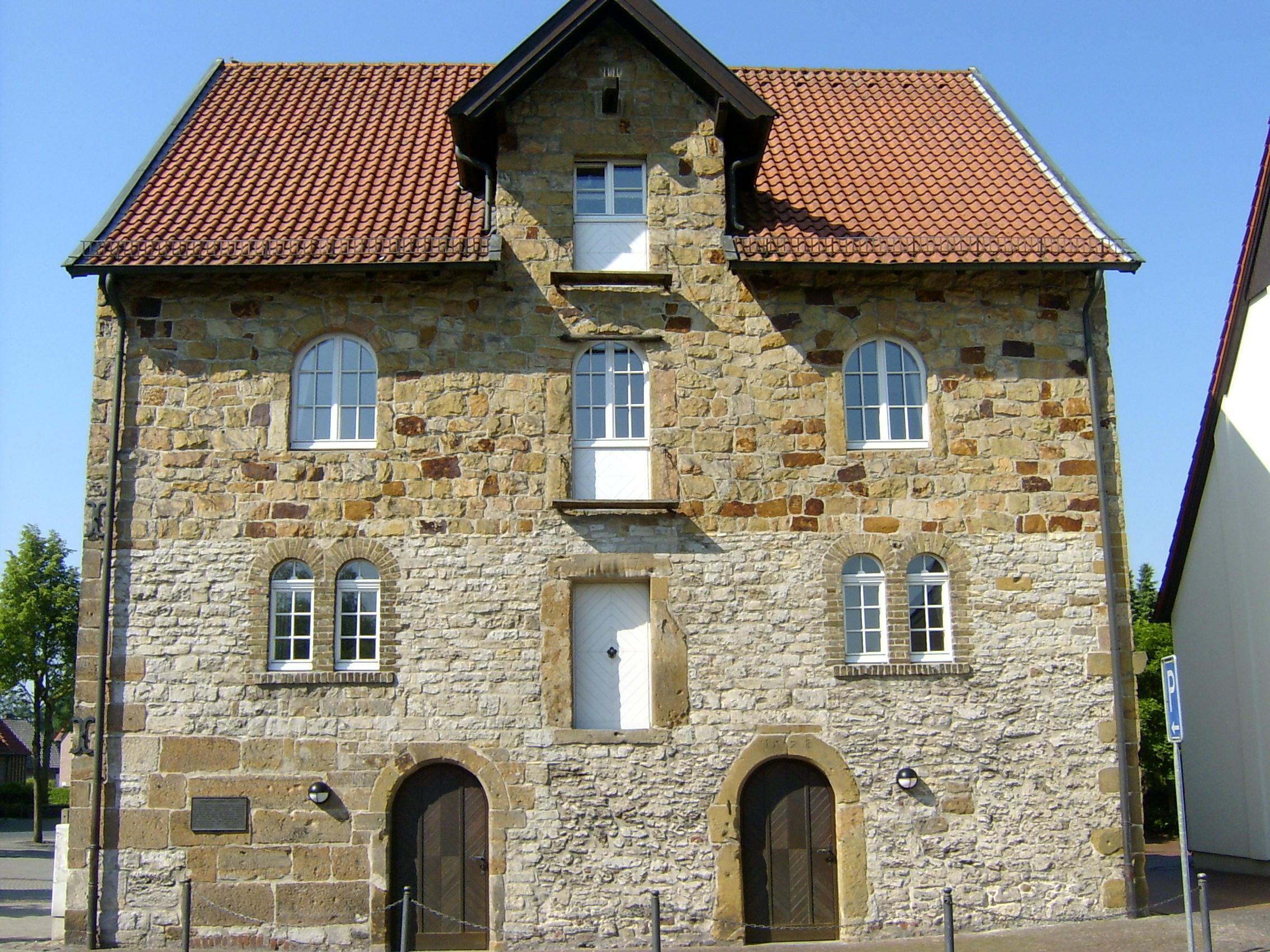
Watermolen van Sassenberg (1578; gemeentelijk ontmoetingscentrum)
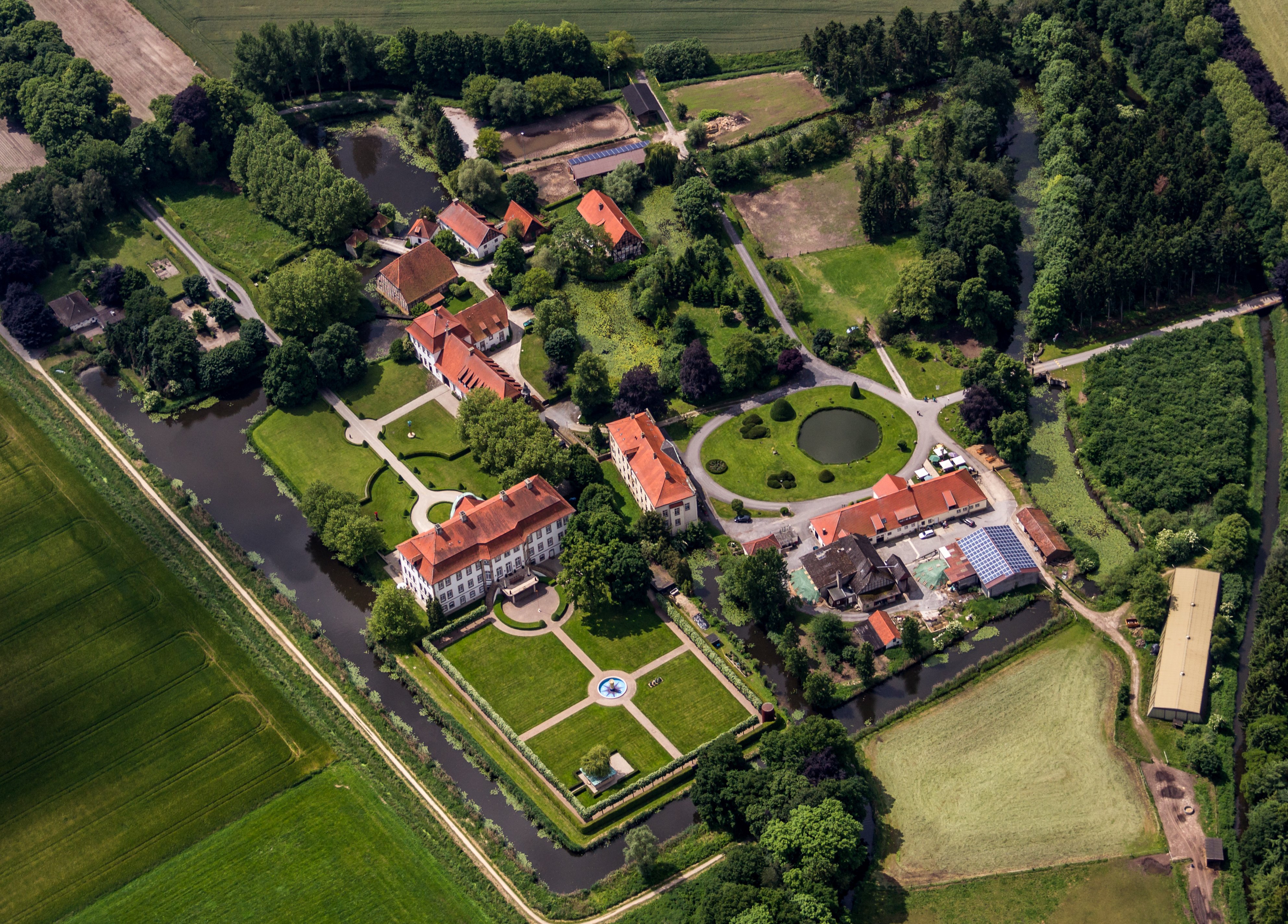
Luchtfoto (2014) Schloss Harkotten
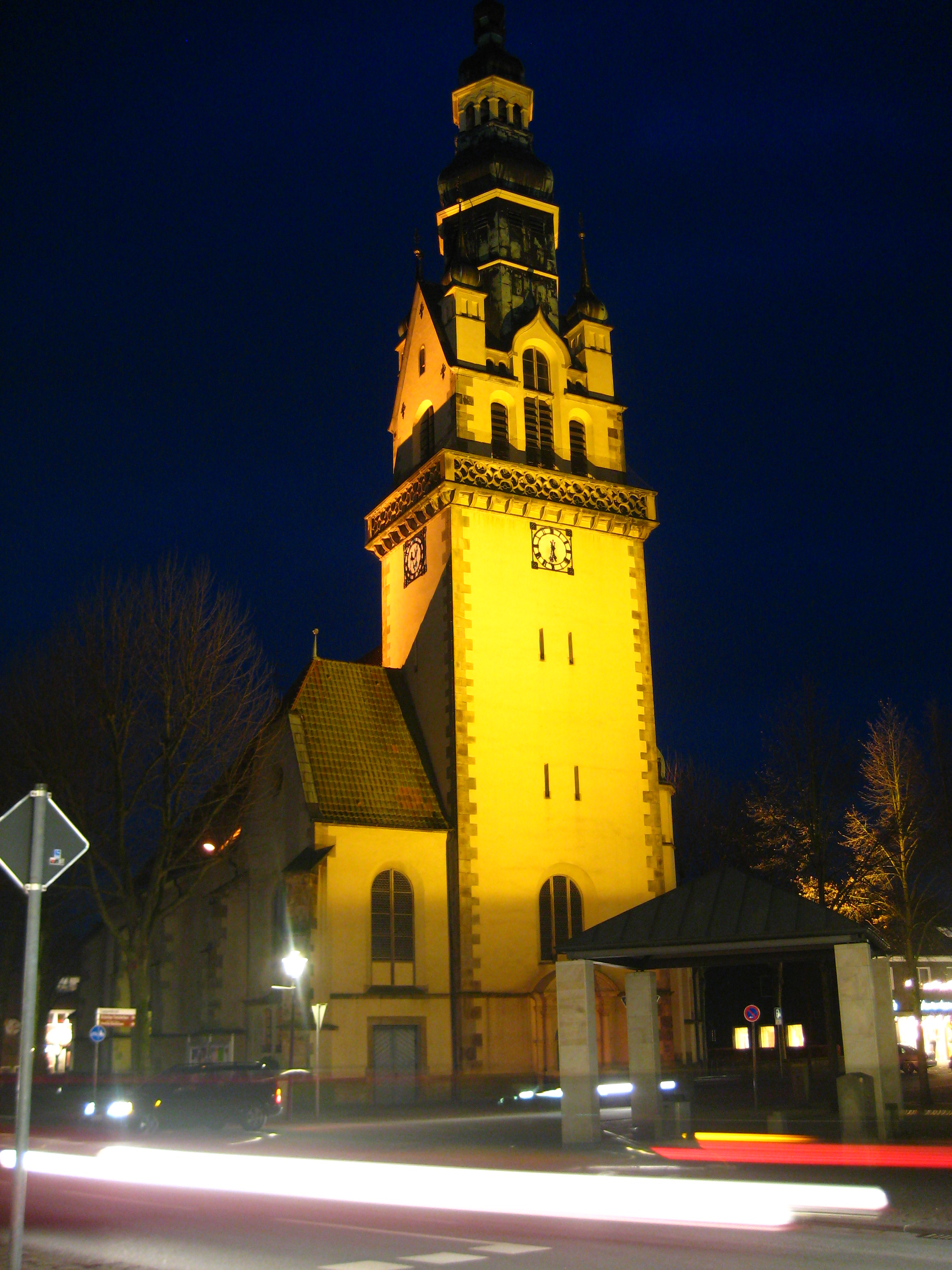
St. Johannes Evangelist, Sassenberg
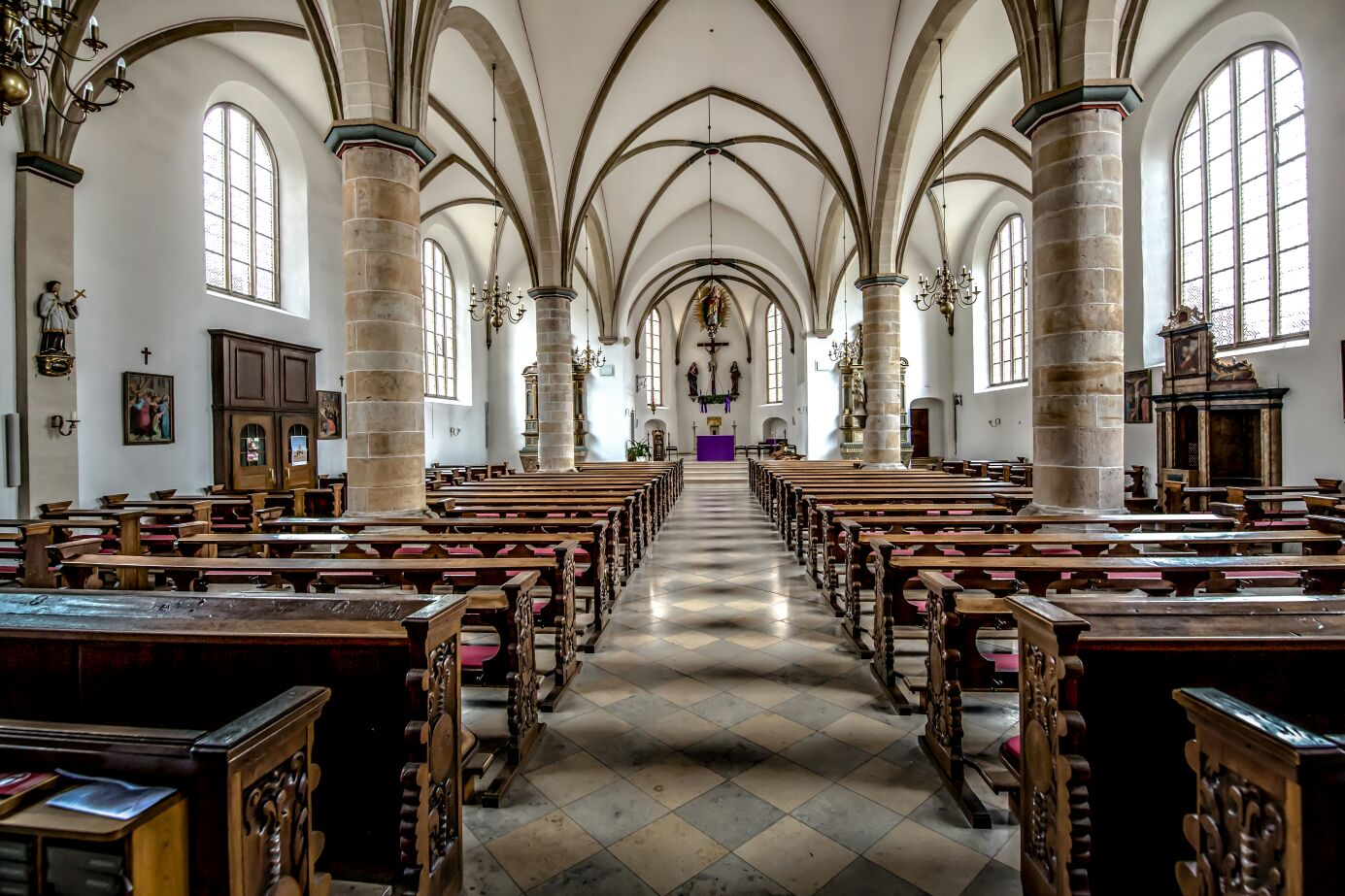
Interieur van deze kerk
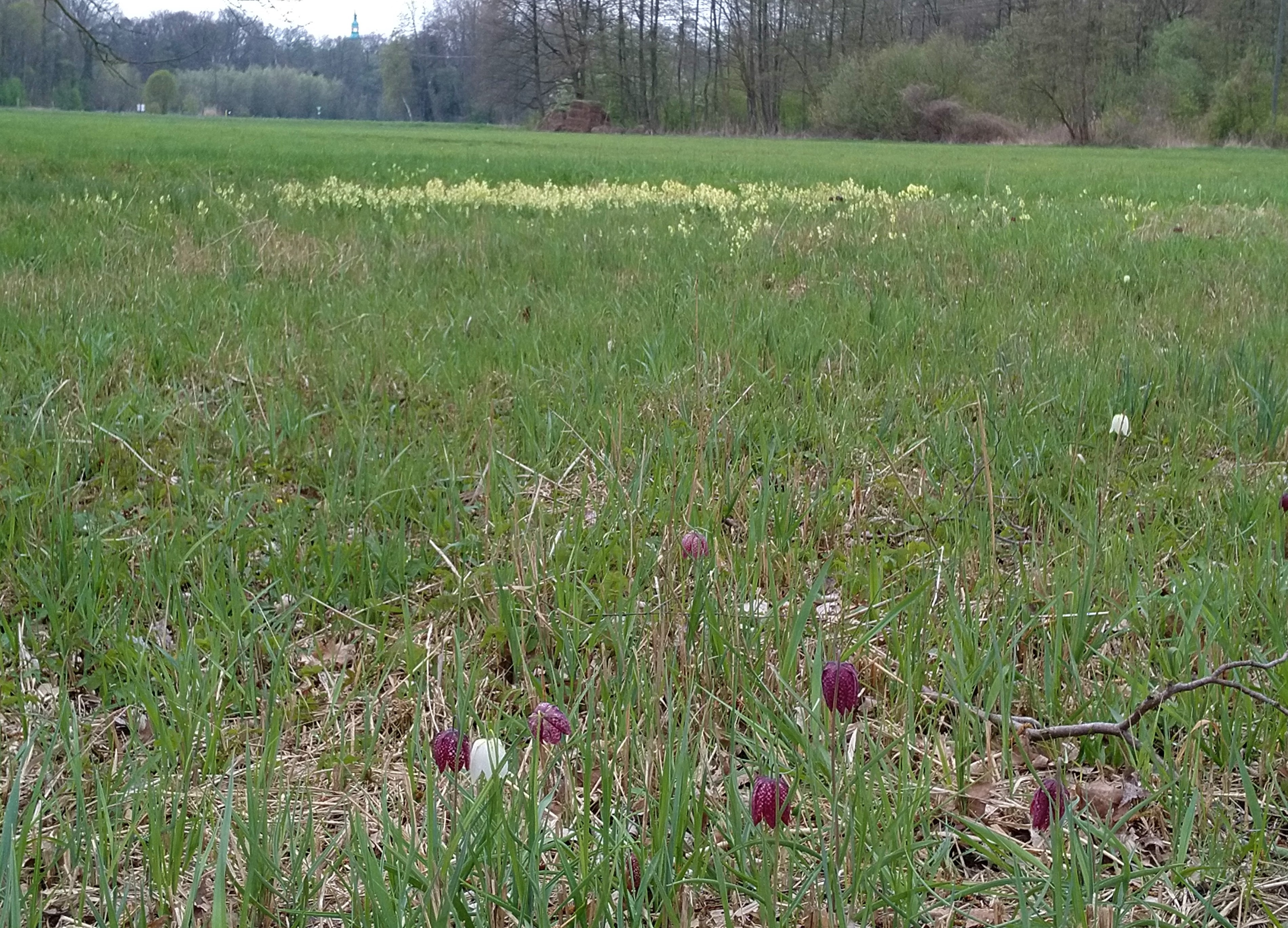
Natuurgebied Schachblumenwiesen

## Partnergemeentes
Er bestaan sedert 1991 jumelages met de gemeentes Löcknitz en Plöwen, beide in de Duitse deelstaat Mecklenburg-Voor-Pommeren.

## Weblinks
- (de) Website kasteel Harkotten

Ahlen · Beckum · Beelen · Drensteinfurt · Ennigerloh · Everswinkel · Oelde · Ostbevern · Sassenberg · Sendenhorst · Telgte · Wadersloh · Warendorf